# Lijst van nummer 1-hits in Portugal in 2016
Deze hits stonden in 2016 op nummer 1 in de Portugal Top 20, de bekendste hitlijst in Portugal.
| Datum        | Artiest                        | Titel                           |
| ------------ | ------------------------------ | ------------------------------- |
| 2 januari    | Adele                          | Hello                           |
| 9 januari    | Adele                          | Hello                           |
| 16 januari   | Adele                          | Hello                           |
| 23 januari   | Justin Bieber                  | Sorry                           |
| 30 januari   | Justin Bieber                  | Sorry                           |
| 6 februari   | Matt Simons                    | Catch & release (Deepend remix) |
| 13 februari  | Matt Simons                    | Catch & release (Deepend remix) |
| 20 februari  | Matt Simons                    | Catch & release (Deepend remix) |
| 27 februari  | Matt Simons                    | Catch & release (Deepend remix) |
| 5 maart      | Matt Simons                    | Catch & release (Deepend remix) |
| 12 maart     | Matt Simons                    | Catch & release (Deepend remix) |
| 19 maart     | Matt Simons                    | Catch & release (Deepend remix) |
| 26 maart     | Matt Simons                    | Catch & release (Deepend remix) |
| 2 april      | Lukas Graham                   | 7 years                         |
| 9 april      | Sia                            | Cheap thrills                   |
| 16 april     | Sia                            | Cheap thrills                   |
| 23 april     | Sia                            | Cheap thrills                   |
| 30 april     | Alan Walker                    | Faded                           |
| 7 mei        | Alan Walker                    | Faded                           |
| 14 mei       | Alan Walker                    | Faded                           |
| 21 mei       | Disturbed                      | The sound of silence            |
| 28 mei       | Enrique Iglesias & Wisin       | Duele el corazón                |
| 4 juni       | Enrique Iglesias & Wisin       | Duele el corazón                |
| 11 juni      | Justin Timberlake              | Can't stop the feeling          |
| 18 juni      | Justin Timberlake              | Can't stop the feeling          |
| 25 juni      | Justin Timberlake              | Can't stop the feeling          |
| 2 juli       | Justin Timberlake              | Can't stop the feeling          |
| 9 juli       | Kungs & Cookin' on 3 Burners   | This girl                       |
| 16 juli      | David Guetta & Zara Larsson    | This one's for you              |
| 23 juli      | David Guetta & Zara Larsson    | This one's for you              |
| 30 juli      | Enrique Iglesias & Wisin       | Duele el corazón                |
| 6 augustus   | Enrique Iglesias & Wisin       | Duele el corazón                |
| 13 augustus  | Enrique Iglesias & Wisin       | Duele el corazón                |
| 20 augustus  | Enrique Iglesias & Wisin       | Duele el corazón                |
| 27 augustus  | Enrique Iglesias & Wisin       | Duele el corazón                |
| 3 september  | DJ Snake & Justin Bieber       | Let Me Love You                 |
| 10 september | DJ Snake & Justin Bieber       | Let Me Love You                 |
| 17 september | The Chainsmokers & Halsey      | Closer                          |
| 24 september | DJ Snake & Justin Bieber       | Let Me Love You                 |
| 1 oktober    | DJ Snake & Justin Bieber       | Let Me Love You                 |
| 8 oktober    | DJ Snake & Justin Bieber       | Let Me Love You                 |
| 15 oktober   | Calum Scott                    | Dancing on my own               |
| 22 oktober   | Calum Scott                    | Dancing on my own               |
| 29 oktober   | Matias Damasio & Heber Marques | Loucos                          |
| 5 november   | Matias Damasio & Heber Marques | Loucos                          |
| 12 november  | Matias Damasio & Heber Marques | Loucos                          |
| 19 november  | Calum Scott                    | Dancing on my own               |
| 26 november  | Matias Damasio & Heber Marques | Loucos                          |
| 3 december   | Matias Damasio & Heber Marques | Loucos                          |
| 10 december  | The Weeknd & Daft Punk         | Starboy                         |
| 17 december  | Matias Damasio & Heber Marques | Loucos                          |
| 24 december  | Matias Damasio & Heber Marques | Loucos                          |